# Lockstoff (schweizerische Band)
Lockstoff ist eine Mundartrock-Band aus Rupperswil bei Aarau.

## Geschichte
Die Geschichte von Lockstoff begann im Jahre 1993 als «Get Up!», die regional Erfolge verbuchen konnte. Die Band bestand damals aus den Brüdern Martin und Thomas Garcia, Christian Lüber und Manuel Buchser.
Nachdem Sony die Band entdeckt hatte, änderte die Band ihren Namen auf «Lockstoff», wie dann auch ihre erste CD hiess. Diese brachte der Band erste Medienaufmerksamkeit sowie erste nationale Erfolge.
Im Sommer 2003 verabschiedete sich die Band vom Bassisten Christian Lüber, während der Schlagzeuger Samuel Bär neu zur Band kam. Im Herbst 2004 kamen der Bassist Al Schmid und der Gitarrist Valentin Grendelmeier zur Band, womit diese ihre heutige Zusammensetzung hat. Ebenfalls im Herbst 2004 erschien mit Nachtschwimmer ihre zweite CD.
Von März bis April 2007 tourte Lockstoff als Support für Florian Ast auf seiner «Läbeszeiche–Tour 2007».
2007 erschien dann mit Schneller höcher wiiter ihre erste Single, welche von den Radios häufig gespielt wurde. Das zugehörige und damit ihr drittes Album Yauu! erschien Ende 2007.
Ihre Single Köbi du besch ned allei zur Fussball-EM 2008 brachte der Band Kritik ein, da es bereits mehrere Songs zu Fussball-EM 2008 gab und die Band damit nur einem Trend hinterherlaufe.
Ende 2008 hatte Lockstoff mit dem Song Schneller Höcher Wiiter einen Auftritt bei der TV-Sendung Die grössten Schweizer Hits.
Im Jahr 2010 erschien das aktuelle Studioalbum Disco, das jedoch nicht an den Erfolg des Vorgängers anknüpfen konnte.

## Diskografie
Alben
- 2001: Lockstoff
- 2004: Nachtschwimmer
- 2007: Yauu!
- 2010: Disco

Singles
- 2007: Schneller höcher wiiter
- 2008: Köbi du besch ned allei